# T-55

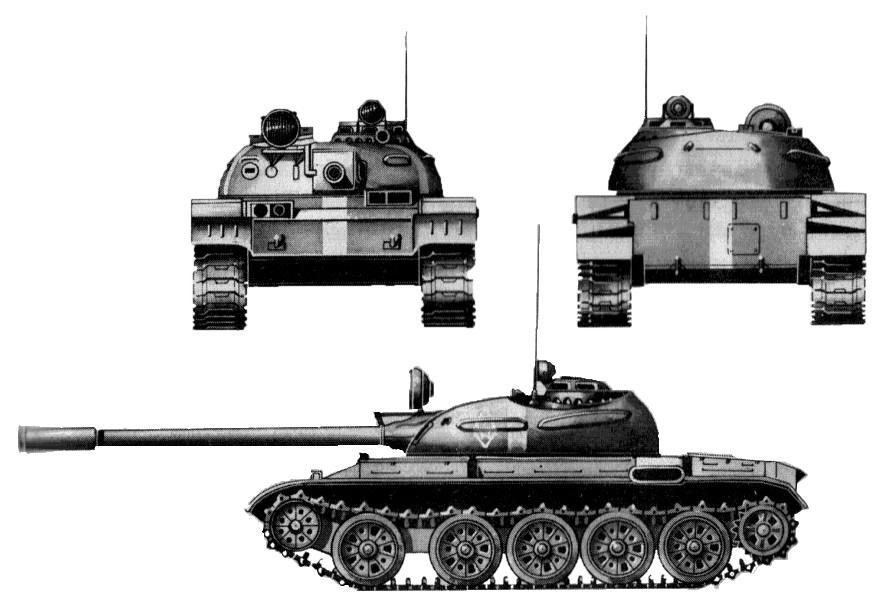
T-55 sedd framifrån, bakifrån och från sidan.

T-54 och T-55 är stridsvagnar som tjänstgjorde i första linjen i Sovjetunionens försvar åren 1947–1962. Stridsvagnarna kom att få stor spridning under det kalla kriget och är ännu i tjänst idag i flera länders arméer. Stridsvagnarna T-54 och T-55 är mycket likartade och svåra att skilja åt visuellt, och många T-54:or uppgraderades dessutom till T-55-standard. T-54 och T-55 kallas därför ofta T-54/55.
T-54/55 är den mest tillverkade stridsvagnen genom historien med sammanlagt mer än 95 000 enheter.
T-54:an kan särskiljas genom en kupolformad ventilator på tornets främre, högra sida och den har även en SGMT 7,62 mm kulspruta i fast montage i fronten (denna sköts av föraren). Tidiga T-54:or saknade en krutgasejektor och hade en inskärning vid tornets baksida och ett distinkt "gristryne" som kanonsköld. T-55:s nya torn har två stora D-formade takpaneler som är synliga ovanifrån.
Sovjetiska stridsvagnar fick fabriksservice var 7 000 km och gavs då ofta mindre uppgraderingar. Många stater har också tillfört eller modifierat sin stridsvagnsutrustning (bland annat Indien monterade falska krutgasejektorer på sina T-54:or och T-55:or så att indiska skyttar skulle kunna särskilja sina egna T-55:or från Pakistanska Type-59:or).

## Produktionshistoria

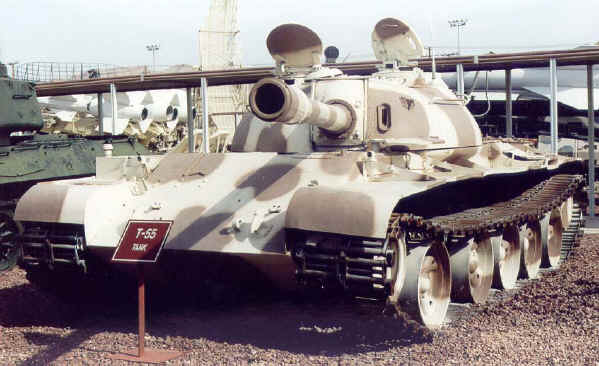
T-54 i ökenkamouflage.

Den sovjetiska T-34:an från 1940 balanserade ypperligt mellan eldkraft, skydd och rörlighet. Stridsvagnen, som kom att utvecklas under andra världskriget, fortsatte att fungera väl i stridsförbanden. Krigstida krav på snabb tillverkning förhindrade dock att man kunde tillföra den senaste teknologin. År 1943 kom Morozovs designbyrå att återigen plocka fram det förkrigstida utvecklingsprojektet T-34M och skapade utifrån denna stridsvagnen T-44. Tack vare en utrymmeseffektiv torsionsfjädringsupphängning av bärhjulen, en nymodig tvärställd motor och borttagandet av den extra besättningsmannen som skötte chassikulsprutan kom T-44:an att bli minst lika framgångsrik konstruktion som T-34:an, men hade betydligt bättre pansar. Man önskade sig ytterligare en kraftigare kanon med bättre penetrationsförmåga och som kunde avfyra spränggranater. T-44:ans torn, som inspirerats av T-34-85:ans, kunde inte bära någonting tyngre än föregångarens 85 mm kanon. Enbart 1 823 T-44-vagnar byggdes och Morozov fortsatte utvecklingen av stridsvagnen.
Genom olika designexperiment skulle T-44:ans chassi komma att bli stridsvagnen T-54. Den nya stridsvagnen bar samma 100 mm D-10 som använts i pansarvärnsvagnen SU-100 från andra världskriget (modifierad för stridsvagnens stridsutrymme under namnet D-10T, men med identiska prestanda). Kanonen monterades på ett nytt torn med större tornring och bättre skydd, med 200 mm frontalpansar. Den nya V-54-motorn hade en tvåstegs reduktionsväxellåda som gjorde styrningen av vagnen enklare. År 1947 ersatte T-54:an T-44 i produktionslinjerna vid Uralvagonzavod (UVZ) i Nizjni Tagil och år 1948 vid Charkivs dieselfabrik Nr 75 (KhPZ).
T-54 hade ett överlägset pansarskydd och eldkraft i jämförelse med den tyska Pantherstridsvagnen som tillverkades sent under kriget, men viktreduceringen var nästan 1/5 i samma jämförelse. T-54 var betydligt mindre och lättare än de amerikanska Patton- och brittiska Centurionstridsvagnarna, men hade ändå utmärkt eldkraft och skydd. På grund av bristen på effektiv ammunition som förlitade sig på kinetisk energi på 50-talet skulle T-54:an komma att förlita sig till pansarspränggranater. På grund av T-54:ans enkla eldledningssystem hade kanonen relativt dålig träffsäkerhet på längre avstånd, men den sovjetiska armén ansåg detta vara acceptabelt i en potentiell europeisk konflikt.
Morozov var intresserad av att vidareutveckla stridsvagnen och efter att man flyttat tillbaka fabriken från Ural till Ukraina (designbyrån hade ursprungligen evakuerats från Charkiv, Ukraina till Nizjni Tagil under andra världskriget under den tyska offensiven 1942) började en utveckling som slutligen skulle resultera i stridsvagnen T-64. Kartsevs designbyrå vid UVZ tog över utvecklingsansvaret för T-54:an och inledde med versionen T-54A, vilket innebar tillförandet av en stabilisator i ett plan och mörkersiktsutrustning för föraren.
Tillverkningen av T-54B inleddes 1957. Den utrustades med en ny D-10T2S-kanon och en tvåplansstabilisator. Infrarödutrustning installerades även för skytten och föraren och de äldre vagnarna byggdes om till samma standard, med början 1959.
1958 konstruerades T-54:an om för kärnvapenstridsfältet och döptes samtidigt om till T-55. Stridsvagnen fick tjockare pansar, en mera kraftfull motor, en ganska enkel skyddsutrustning mot ABC-vapen (som skyddade mot den dödliga tryckförändringen vid en kärnvapenexplosion, men som inte skyddade mot strålning eller radioaktivt nedfall). Luftvärnskulsprutan på torntaket togs bort eftersom den ansågs verkningslös mot snabba jetplan (men skulle återinföras på 70-talet som skydd mot helikoptrar). T-55:an hade även T-54B:ans förbättrade tvåplansstabilisator och utökat mörkerseendeutrustning för strid.
T-54:orna och T-55:orna kom att fortsättningsvis uppgraderas, byggas om och moderniseras ända in på 1990-talet. Ammunitionsframsteg gjorde att kanonens prestanda mot pansar förbättrades på 1960- och 1980-talet.
Tiotusentals T-55:or tillverkades i Sovjetunionen mellan 1958 och 1979. Stridsvagnen producerades också i Polen, Kina (som Type-59, en kopia av T-54A), Tjeckoslovakien och i Rumänien. I Kina utvecklades modellen ytterligare till Type-69, som än idag tillverkas för exportmarknaden, samt Type-79, en version som var utrustad med en 105 mm kanon.
Ett stort antal uppgraderingspaket i olika prisklasser tillhandahålls av många stridsfordonstillverkare i olika länder. Med dessa paket är det tänkt att T-54/55:ans stridsförmåga skall komma upp till samma nivå som nyare stridsvagnar såsom T-72, men till en lägre kostnad. Uppgraderingarna inkluderar nya motorer, explosivt reaktivt pansar (ERA), ny bestyckning såsom 120 mm eller 125 mm kanoner, aktiva skyddssystem och eldledningssystem med avståndsmätare och värmesikten. Dessa förbättringar gör stridsvagnen fortfarande till en potent huvudstridsvagn för de lite fattigare vapenmakterna.
Mellan 1990- och 2000-talen såldes hundratals restaurerade och uppgraderade T-55:or av Bulgarien, Tjeckien, Israel, Slovakien, Polen, Ukraina och Vitryssland till mindre utvecklade länder som sökte efter tjänstdugliga stridsvagnar, däribland Angola, Azerbajdzjan, Kambodja, Etiopien, Georgien, Lettland, Makedonien, Sri Lanka, Sudan, Uganda, Uruguay och Jemen.
T-54/55 anses vara den mest producerade stridsvagnen i världen genom tiderna och är den vanligaste stridsvagnen i världen.

## Operationell historia

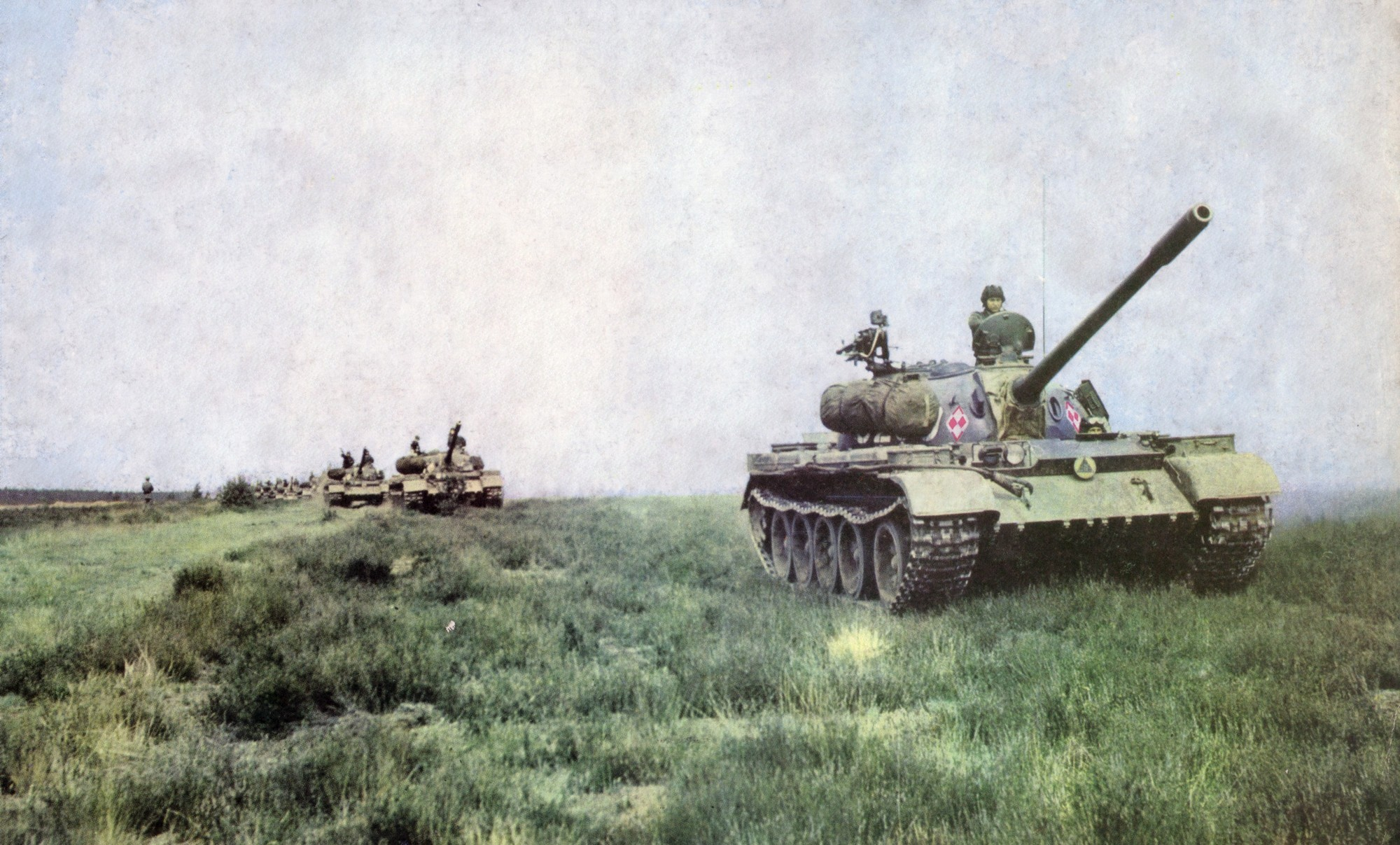
Polska T-54:or under övning.

Under 1970-talet stod stridsvagnarna T-54/55 och T-62 för ca 85 % av alla stridsvagnar i den sovjetiska armén. Idag har T-55:orna lagts i malpåse; de aktiva ryska styrkorna använder huvudsakligen stridsvagnarna T-80 och T-72.
T-54-stridsvagnar användes i den ungerska revolutionen 1956 där några slogs ut av Molotov cocktails och ungerska pansarvärnskanoner.
Under Sexdagarskriget 1967 kom amerikansktillverkade M48 Patton-stridsvagnar och T-55:or att mötas och varken M48:ans 90 mm kanon eller den T-55:ans 100 mm kanon lyckades penetrerar fiendens frontalpansar.
Under Yom Kippurkriget 1973 visade sig T-54A:s och T-55:ans bestyckning vara underlägsen den 105 mm Royal Ordnance L7-kanon som de israeliska stridsvagnarna Centurion Mk 5 och M60A1 var utrustad med.  T-55:an var dock ännu effektiv och kunde penetrera de israeliska stridsvagnarnas tornpansar på 2 000 m avstånd tack vare ny APDS-ammunition.
Israel erövrade över 1 000 T-55:or från Syrien och Egypten 1967 och 1973, och behöll många av dem i sin egen tjänst.  De uppgraderades med Natos 105 mm standardkanon (L7 eller M68) och en General Motors dieselmotor ersatte den ursprungliga sovjetiska dieselmotorn. Israelerna kallade dessa stridsvagnar för Tiran-5 och de användes av reservenheter fram till början av 1990-talet.  De flesta såldes därefter till olika länder i tredje världen, vissa i Latinamerika, och några modifierades ytterligare till tunga pansarbandvagnar som kallas för IDF Achzarit.
Kina sålde tusentals stridsvagnar av typen Type-69 till både Iran och Irak under deras krig på 1980-talet. Vissa irakiska stridsvagnar kom även att delta i Gulfkriget 1991.
Den var den mest använda stridsvagnen i forna Jugoslaviens armé (JNA). Den var den stridsvagn som användes mest under de båda krigen där. Den visades vara sårbar mot fotsoldater beväpnade med raketgevär, speciellt när den sattes i fel terräng, som i en stad. Under slaget om Vukovar under det kroatiska självständighetskriget, förstördes upp till hundra T-54/55 vagnar och nästan enbart av fotsoldater.
T-55:an har också använts av Etiopien under striderna i Somalia.
Trots att den är långt ifrån dagens ultramoderna stridsvagnar har den kommit att förbli i tjänst hos nationer som inte förväntar sig att delta i intensiva stridsvagnsslag och också som utrustning för de bakre linjerna.
T-54/55 har använts av Afghanistan 400, Albanien, Algeriet 324, Angola 100, Azerbajdzjan 123, Bangladesh 60, Bosnien 10, Bulgarien 1042, Centralafrikanska republiken 4, Tchad 60, Ecuador 3, Egypten 1100, Ekvatorialguinea, Eritrea 30, Etiopien 300, Finland 70, Georgien 48, Guinea 8, Guinea-Bissau, Indien 700, Iran 110 (erövrade från Irak), Irak 1000, Israel 300, Kambodja 100, Kina (Type-59), Kongo (Type-59) 25, Kroatien 80, Kuba 800, Laos 30, Lettland, Libanon 205, Libyen 1600, Mali 10, Mongoliet 400, Marocko, Mauretanien 35, Moçambique 280, Myanmar (Type-59), Namibia 8, Nicaragua 127, Nigeria 50, Nordkorea 2000 (Type-59), Pakistan 50 (Type-59/Al-Zarar), Peru 300, Polen 839, Rumänien 821, Ryssland 7000 (mesta i reserv), Rwanda 12, Slovakien 206, Slovenien 46, Somalia, Sri Lanka 25, Sudan 250, Syrien 2100, Tanzania 35, Tjeckien 397, Togo 2, Uganda 50, Ukraina 154, Uruguay 15, Ungern 597, Uzbekistan 260, Vietnam 850, Vitryssland 1000, Jemen 720, Sydjemen, Sudan 250, Jugoslavien 785, Zambia 10 och Zimbabwe.

### Användning i Finland
Den finländska försvarsmakten använde T-54:or från och med 1959 (där vissa var utrustade med KMT-5M -minröjningsutrustning). T-55 togs i bruk från och med 1966. Man använde även en befälsversionen T-55K samt en version med ett bulldozerblad. Finland moderniserade sina T-55:or till T-55M-standard år 1989. Man hade sammanlagt cirka 70 T-55M -stridsvagnar. Idag är alla T-54/T-55:or tagna ur aktiv tjänst och de kommer inte heller att finnas i malpåse. Enbart pionjärvagnarna som baseras på T-55:an kommer att vara i utbildningstjänst en bra tid framöver.
Det har varit tal om att sälja T-54- och T-55-vagnarna till Vietnam. Det skulle vara mycket dyrt att skrota stridsvagnarna i Finland eftersom de innehåller asbest, vilket förutsätter asbestarbetstillstånd.
Det sista kompaniet som tränade med T-55M:orna hemförlovades i början på år 2002 från det 1:a pansarvagnskompaniet vid Pansarvagnsbataljonen.

### Användning i Sverige
Den östtyska varianten BLG-60M2 användes under perioden 1997–2011 i Sverige som Brobandvagn 971. Den ersattes av Brobandvagn 120.

## Varianter
- T-54-1 eller T-54 modell 1946 – Tillverkad 1947–1948.  Med strömlinjeformat torn och en bred kanonsköld, liknande som T-44, ny V-54 -motor, icke-stabiliserad D-10T 100 mm kanon och två SG-43-kulsprutor i behållare på skärmarna.  Möjligen 1 200 enheter tillverkade och demobiliserad i mitten på 1960-talet.
- T-54-2 eller T-54 modell 1949 – Tillverkad 1949–1952.  Med kupolformat torn som inspirerats av JS-3:ans torn, likartad som senare T-54:or men med ett distinkt överhäng bak på vagnen och en chassikulspruta ersatte kulsprutorna på skärmarna.
- T-54 (ursprungligen känd som T-54-3, eller T-54 modell 1951) – Tillverkad 1952–54.  Antog det bekanta, äggformade tornet och ett nytt TSh-2-22 -teleskopsikte för skytten.
- T-54A - Tillverkad 1955–1957, i Polen 1956–1964, i Tjeckoslovakien 1958–1966 och i Kina som Type-59. Tillförde en STP-1 Gorizont vertikalplansstabilisator till D-10TG -kanonen. Hade ursprungligen en motvikt vid mynningen som senare ersattes med en rökgasextraktor. Introducerade även vadsnorkeln OPVT, teleskopsiktet TSh-2A-22 , infrarödperiskopet TVN-1 åt föraren och en IR-strålkastare, en ny R-113 -radio, ett flerstegs luftfilter och kylarkontroller.
- T-54B - Tillverkad från och med 1957. Med förbättrad D-10T2S -kanon och tvåplansstabilisatorn STP-2 Tsyklon.  Från och med 1959 infördes infraröd stridsutrustning i form av IR-sökljuset L-2 Luna och IR-skyttesiktet TPN-1-22-11 IR samt vagnchefens IR-sökstrålkastare OU-3 IR.

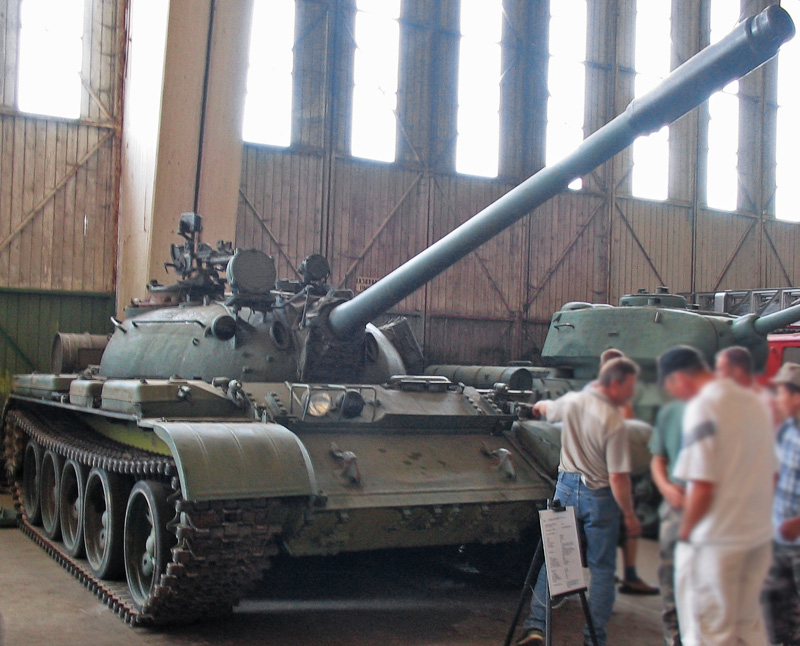
T-55A. Denna polsk- eller tjeckiskbyggda stridsvagn kan igenkännas på dess mera ovalformade kanonskyttsglugg och förvaringsboxarna på tornsidorna

- Obiekt 139, eller T-54M, som inte ska blandas ihop med moderniseringsprogrammet "T-54M" - Testbädd för de nya slätborrade 100 mm kanonerna D-54T och D-54TS, stabiliseringssystemen Raduga och Molnija, som senare skulle komma att användas i stridsvagnen T-62.  Dessa var inte helt tillfredsställande så man fortsatte att använda D-10-seriens kanoner i de vidareutvecklade modellerna av T-55:an.
- T-54 befälsvagnar: T-54AK, T-54BK, T-54MK var befälsvagnar som motsvarade huvudproduktionsmodellerna, men som var utrustade med extra kommunikationsutrustning.  K-1 -versionen hade en andra R-113-radio för kompanibefälhavarna, K-2 -versionen hade en HTM-10 teleskopmast för antennen och användes av bataljons och regementsbefälhavare, samt av regementsstaber.
- T-55 - Tillverkades 1958–1962, i Polen 1958–1964, i Tjeckoslovakien från 1958. Nytt torn med golv, PAZ ABC-system som skydd mot tryckvågen från kärnvapen, gammastrålningsdetektorer, förbättrad V-55 -motor och en motoröppnad manskapslucka, mera bränsle och ammunition, TDA-rökprojektorer i avgasrören, borttagen lv-kulspruta från laddarens manskapslucka.  Tidiga vagnar av denna modell hade en lucka för laddaren.  "Stjärnfiskformade" hjul ersatte de tidigare "spindelformade" hjulen.
- T-55A - Tillverkad 1963–1977, i Polen 1964–1979. Förbättrat POV-strålskydd och filter mot ABC-stridsmedel, utrustad med en kulspruta i fören.
- T-55 befälsvagnar: T-55K, T-55AK, T-55MK, etc.   T-55K1, T-55K2 hade två R-123- eller R-123M- och en R-124 -radio.  T-55K3 bar R-130M, R-123M, R-124 radios och en 10-meters antennmast.
- T-62 – tillverkad från och med 1962.  En större omkonstruktion med längre chassi, större tornringsdiameter och en 115 mm slätborrad kanon.

### Modernisering

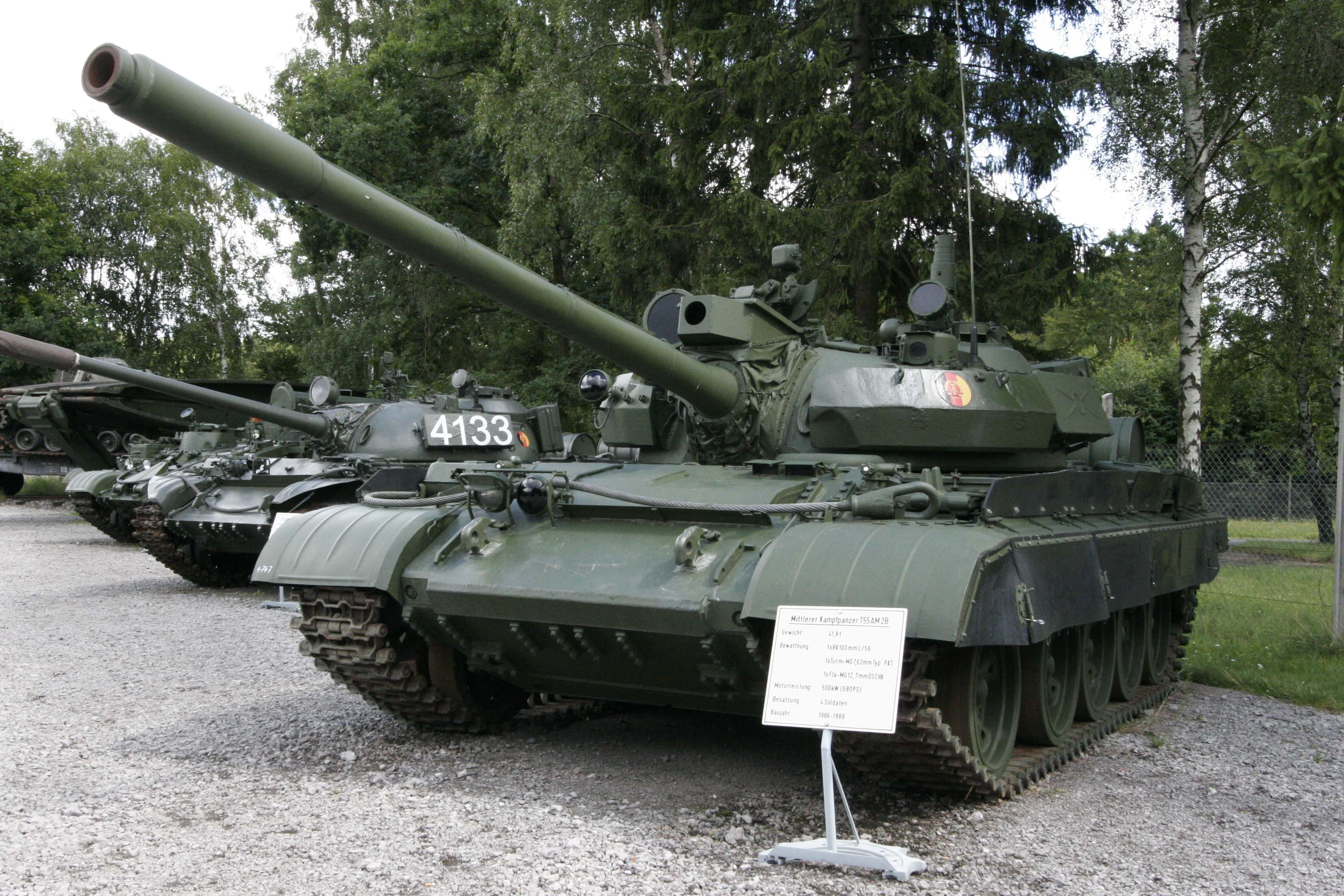
En T-55AM2B med extra tornpansar, laseravståndsmätare, sidokjolar av gummi och tjockare frontalpansar än vagnen bakom (jämför).

- T-54M (mitten av 1960-talet) – Ett uppgraderingsprogram som syftade på att uppgradera T-54:or till T-55-standard.
- T-54M (1977) – Ytterligare uppgraderingar, däribland OPVT-snorkel och laseravståndsmätare av typen KTD-1.
- T-54AM (mitten av 1960-talet) – Ytterligare uppgraderingar, däribland utökat ammunitionsförråd, nya radioapparater, ny V-55 -motor.  Vissa fick de nya RMSj-larvbanden och drivhjul som utvecklats för stridsvagnen T-72 sent på 1970- och tidigt på 1980-talet.  Liknande program utfördes också i andra länder (T-54Z, T-54AZ, T-54AMZ, där "Z" stod för Zusatzausrustung, 'ytterligare utrustning' i Östtyskland, T-54AR Rieka, 'flod', med vadsnorkel i Tjeckoslovakien).

T-55-stridsvagnar erhöll en 12,7 mm DSjKM -lv-kulspruta vid laddarens lucka från och med modell 1970 (ibland även från T-55AM), och äldre stridsvagnar återutrustades med denna 1972.  Laseravståndsmätare tillfördes äldre stridsvagnar från och med 1974.
- T-55M/T-55AM' – Modernisering av T-55 och T-55A med det nya eldledningssystemet Volna, förbättrad kanonstabilisering, V-55U-motor, förbättrad upphängning och RMSj-larvband, utökat pansar, minskydd, napalmskydd och förbättrat skydd mot strålning samt en valbar Bastion pv-robot. Visuella skillnader innefattade en laseravståndsmätare, sidokjolar, rökkastare, extra tornpansar and extra frontalpansar, samt bakre skydd mot RPG-vapen (enbart använt i mindre grad i Afghanistan).
- T-55M-1/T-55AM-1 – "-1"-suffixet tillfördes de stridsvagnar som utrustades med T-72:ans V-46-motor.
- T-55AD/T-55AMD/T-55AD1/T-55AMD1 – "D" syftar på stridsvagnar med Drozd ('trast') APS.  Sovjetiskt marininfanteri sparade in pengar genom att installera Drozd på ett litet antal stridsvagnar, i stället för att utrusta dem med extra pansar eller byta ut dem mot nyare T-72:or.  Omkring 250 hölls hemligt i lager, men man bytte senare ut APS mot enklare reaktivt pansar.
- T-55MV/T-55AMV/T-55MV-1/T-55AMV-1 – "V" syftar på vzrjvnoi ('explosiv') och stod för stridsvagnar som bar explosivt reaktivt pansar (ERA) i stället för extra pansar.  Detta antogs först av sovjetiskt marininfanteri och sedermera av den ryska armén efter Sovjetunionens kollaps.
- T-55AM2 – T-55AM med extra pansar, men som saknade pv-roboten och den nya eldledningen.
- T-55AM2PB – tillverkades i Sovjetunionen för Östtysklands räkning. Bar ERA och en pvrb. De flesta såldes tillbaka till Ryssland 1992, andra T-55-stridsvagnar i den ryska armén uppgraderades till T-55AM2PB-standard under perioden 1992 till 2000.

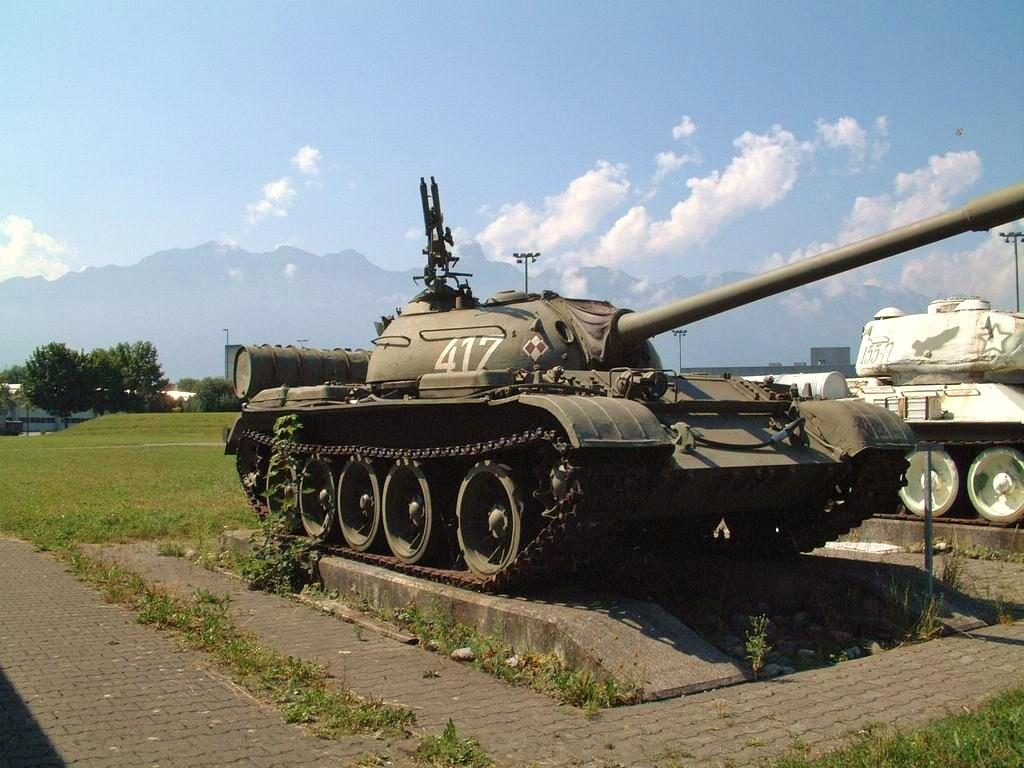
Polsk T-54.

### Varianter
- OT-55 – eldkastarstridsvagn.
- MT-55A – Broläggarvagn (tankovij mostoukladchik).
- T-54-T – Bepansrat bärgningsfordon.
- VT-55A – Bepansrat bärgningsfordon
- ZSU-57-2 – självgående luftvärnsstridsvagn; den avsevärda skillnaden från T-54 inbegriper mycket tunnare pansar och ett hjulpar mindre. Stridsvagnen har ett nytt torn med två 57 mm lv-kanoner.

### Internationella vidareutvecklingar

#### Israel
- Tiran-4/5 – uppgraderad israelisk version som utnyttjar de stridsvagnar som erövrades 1967 och 1973. Ej längre i israelisk tjänst, men många såldes vidare. Ibland ser man beteckningen TI-67 för denna stridsvagn.
  - Tiran-4 – uppgraderad T-54.
  - Tiran-4Sh – uppgraderad T-54, utrustad med en Sharir 105 mm -kanon.
  - Tiran-5 – uppgraderad T-55.
  - Tiran-5Sh – uppgraderad T-55, utrustad med en Sharir 105 mm -kanon.
- Achzarit – T-55:a som byggts om till infanteristridsfordon.

#### Irak
- T-55 Enigma – Stridsvagnar av typen T-55, Type 59 och Type 69 som användes av irakiska brigadbefälhavare och som hade extra pansar på torn och chassi. Den extra bepansringen utgjordes av flera lager pansar i stållådor. Stålplattorna, som även hade lager av luft mellan sig var ämnade att stoppa vapen med riktade sprängladdningar, vilket även verkade fungera (vid ett tillfälle kom en sådan stridsvagn att stå emot flera träffar av MILAN-robotar innan den slutligen förstördes av en helikopter).
- T-55QM – hade en Nato-standard 105 mm L7-kanon installerad i stället för den äldre 100 mm-kanonen. Därtill hade den en fransk laseravståndsmätare. Dessa uppgraderingar hade utförts i mitten och sent på 1980-talet.
- T-55QM2 – T-55 uppgraderad av sovjetiska tekniker med en sovjetiska 125 mm/L80 slätborrad kanon och en fransk laseravståndsmätare, 1986–1991.

#### Iran
- T-72Z Safir-74 – Iransk moderniserad T-54/55:a eller Type-59 som erövrats från Irak (den kinesiska kopian av T-55). Inkluderar ett nytt eldledningssystem, laseravståndsmätare, ERA-skydd, etc...

#### Kina
- Type-59 – kopia av T-55
- Type-69 – omkonstruerad Type-59
- Type-79 – Type-69 med en 105 mm -kanon

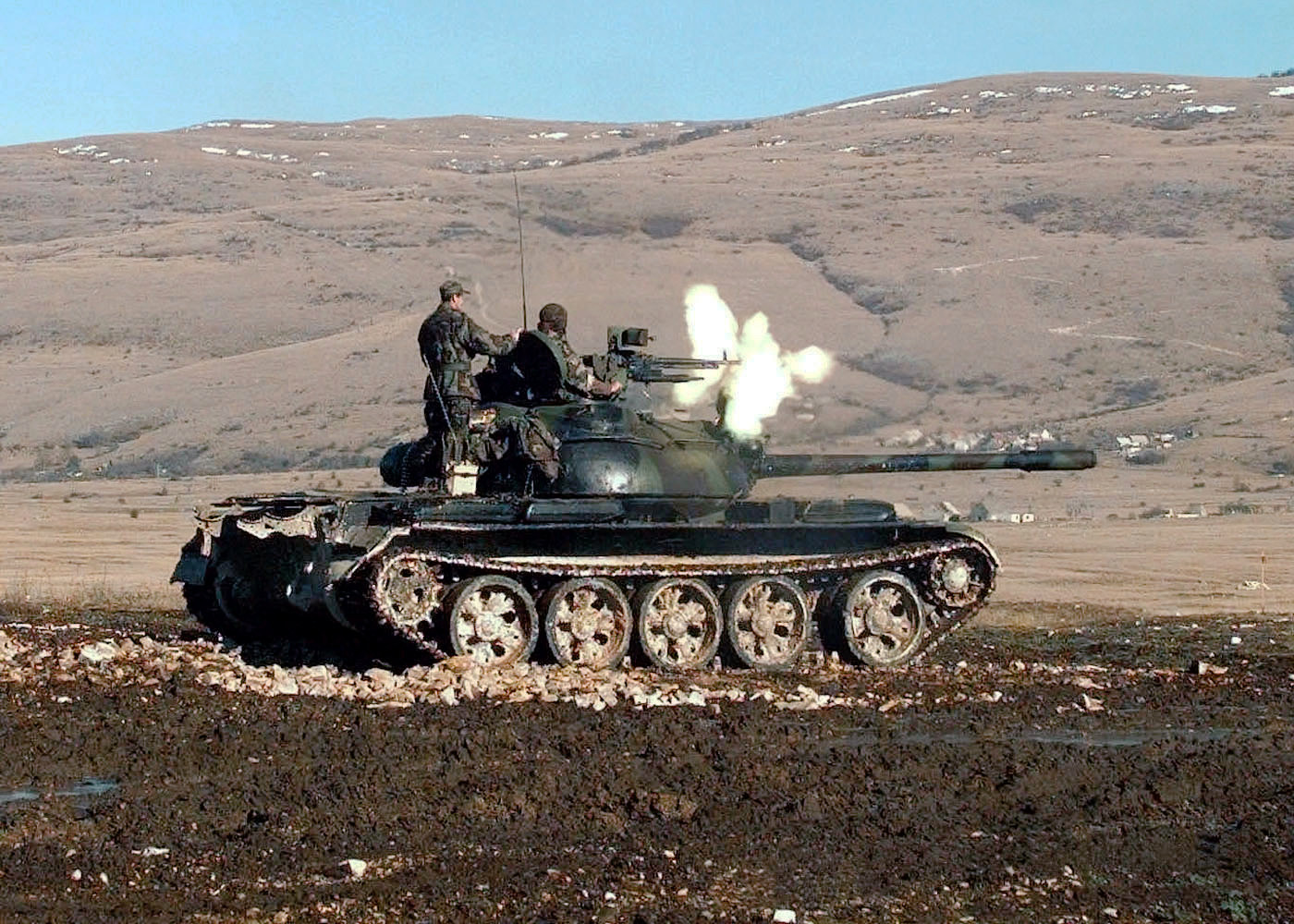
T-55 tillhörande de kroatiska styrkorna

#### Rumänien
- TR-580, TR-77, eller M-77 – (1977–1991) icke-licensierad omkonstruktion med förlängt chassi och mindre hjul
- TR-85 – en mycket modifierad T-55-kopia med nytt (men liknande) torn, ny upphängning och en tysk motor. Ännu i produktion

#### Serbien
- T-55H – en mycket moderniserad version med nytt eldledningssystem och reaktivt pansar.
- VIU-55 Munja – T-55 som byggts om till ingenjörsfordon, liknande som den israeliska Achzarit.

#### Slovenien
- M-55S – en mycket modifierad version med nytt eldledningssystem och pansar. Av de 30 som tillverkades har 28 skänkts till Ukraina 2022.[8]

## Stridshistoria
- Ungernrevolten, 1956 (av Sovjet)
- Vietnamkriget, 1957–1975 (av Nordvietnam)
- Sexdagarskriget, 1967 (av Syrien och Egypten)
- Den sovjetiska invasionen av Tjeckoslovakien, 1968 (av Sovjets armé)
- Det indisk-pakistanska kriget, 1971 (av Indien)
- Yom Kippurkriget, 1973 (av Syrien och Egypten)
- Rhodesiska bushkriget, 1970-talet
- Inbördeskriget i Angola, 1974–2002 (av Angolas armé)
- Inbördeskriget i Libanon 1975–1990 (av Syrien)
- Afghanistankriget, 1979–1989 (av Sovjet)
- Iran–Irak-kriget 1980–1988 (av båda sidor)
- Sri Lankas inbördeskrig 1983–2009 (av Sri Lanka)
- Gulfkriget 1990–91 (av Irak)
- Nagorno-Karabach kriget 1990–1991 (av alla sidor)
- Krigen i forna Jugoslavien 1991–1999 (av alla sidor utom gerillorna)
- Första Tjetjenienkriget, 1994–1996 (av Ryssland)
- Första Kongokriget, 1996–1997 (av DR Kongos armé)
- Andra Kongokriget, 1998–2002 (av alla sidor)
- Kriget mellan Makedonien och Albanien, 2001
- Kriget mellan Etiopien och Eritrea (av båda sidor)
- Andra Tjetjenienkriget, 1999–2002 (av Ryssland)
- USA:s krig i Afghanistan, 2001 (av Norra alliansen)
- Irakkriget 2003 (av Irak)
- Inbördeskriget i Somalia 2006 – (av Etiopiens armé)
- Syriska inbördeskriget 2011 –
- Kriget i Ukraina 2022 –

### Fotnoter
1. ↑  ”D-10”. Arkiverad från originalet den 31 december 2006. https://web.archive.org/web/20061231201743/http://www.wwiivehicles.com/ussr/guns.html. Läst 19 december 2006.
2. 1 2  Zaloga 2004, s 40.
3. ↑  Foss 2005, s 110, Saferworld, 2002.
4. ↑  Zaloga 2004, s 39.
5. ↑  Cockburn 1983, s 127.
6. 1 2 3 4 5 6  Saferworld (2002) räknar upp nyliga tjeckiska och polska leveranser av T-54/55-stridsvagnar.
7. ↑  ”Arkiverade kopian”. Arkiverad från originalet den 13 maj 2007. https://web.archive.org/web/20070513101857/http://tietokannat.mil.fi/karppa05/faq.php?language=fi_FI&page_id=21. Läst 19 december 2006.
8. ↑  ”M-55S – The Upgraded T-55 Sent to Ukraine”. Tank History. 16 november 2022. https://tankhistoria.com/modern-day/m-55s/.